# Хазнедароглу, Кыванч
Кыванч Хазнедароглу (тур. Kıvanç Haznedaroğlu; род. 1 января 1981, Анкара) — турецкий шахматист, гроссмейстер (2009).
Чемпион Турции 2003 года. 
В составе национальной сборной участник 5-и олимпиад (2000 — за 2-ю сборную; 2004—2010), 7-го командного первенства мира (2010) и 6-и командных первенств Европы (1999—2009).

## Изменения рейтинга
| Графики недоступны из-за технических проблем. См. информацию на Фабрикаторе и на mediawiki.org. |